# Plantago alpestris
Plantago alpestris är en grobladsväxtart som beskrevs av B. Briggs, Carolin och Pulley. Plantago alpestris ingår i släktet kämpar, och familjen grobladsväxter. Inga underarter finns listade i Catalogue of Life.